# RCN Televisión
RCN Televisión je kolumbijská televizní stanice vlastněná společností Organización Ardila Lülle. Byla založena 10. července 1998. Produkovala Ošklivka Betty, jednu z nejúspěšnějších kolumbijských telenovel.